# Hacia el fin del mundo
Hacia el fin del mundo (título original: Judgment Day) es una película de acción para vídeo de 1999 dirigida por John Terlesky y protagonizada por Ice T, Suzy Amis y Mario Van Peebles.

## Argumento
Después de que un pequeño meteorito golpea una ciudad de América del Sur, el ejército estadounidense se da cuenta de que un meteorito mucho más grande se precipita hacia la Tierra y golpeará con efectos devastadores en los próximos días. La única persona que puede evitar esta catástrofe es el Dr. David Corbett, profesor del Observatorio de Estados Unidos.
Antes de que pueda ayudar, es secuestrado por Thomas Payne y su fanática secta religiosa, quienes opinan que Dios quiere la destrucción de la Tierra y que por ello no debe detenerse bajo ninguna circunstancia. El gobierno estadounidense asigna al caso al agente del FBI Jeanine Tyrell, así como al exmiembro de la secta Mathew Reese, quien se supone debe encontrar el escondite. De esa manera comienza una carrera contra el tiempo.

## Reparto
| Áctor             | Personaje                    |
| ----------------- | ---------------------------- |
| Ice T             | Matthew Reese                |
| Suzy Amis         | Jeanine Tyrell               |
| Mario Van Peebles | Thomas Payne                 |
| Coolio            | Luther / 'Lucifer'           |
| Linden Ashby      | Dr. David Corbett            |
| Tom Lister Jr.    | Hermano Clarence             |
| Max Gail          | General William 'Bill' Meech |

## Recepción
Hoy en día la película ha sido valorada en portales cinematográficos y por críticos profesionales. En IMDb, con aproximadamente 1200 votos registrados, el filme obtiene una media ponderada de 4,6 sobre 10. En cuanto a Rotten Tomatoes, los más de 100 votos registrados en ese portal le dieron allí una valoración media de 2,3 de 5, mientras que los 5 críticos profesionales registrados allí le dieron una valoración media de 5 de 10.